# Dorfkirche Lichterfelde

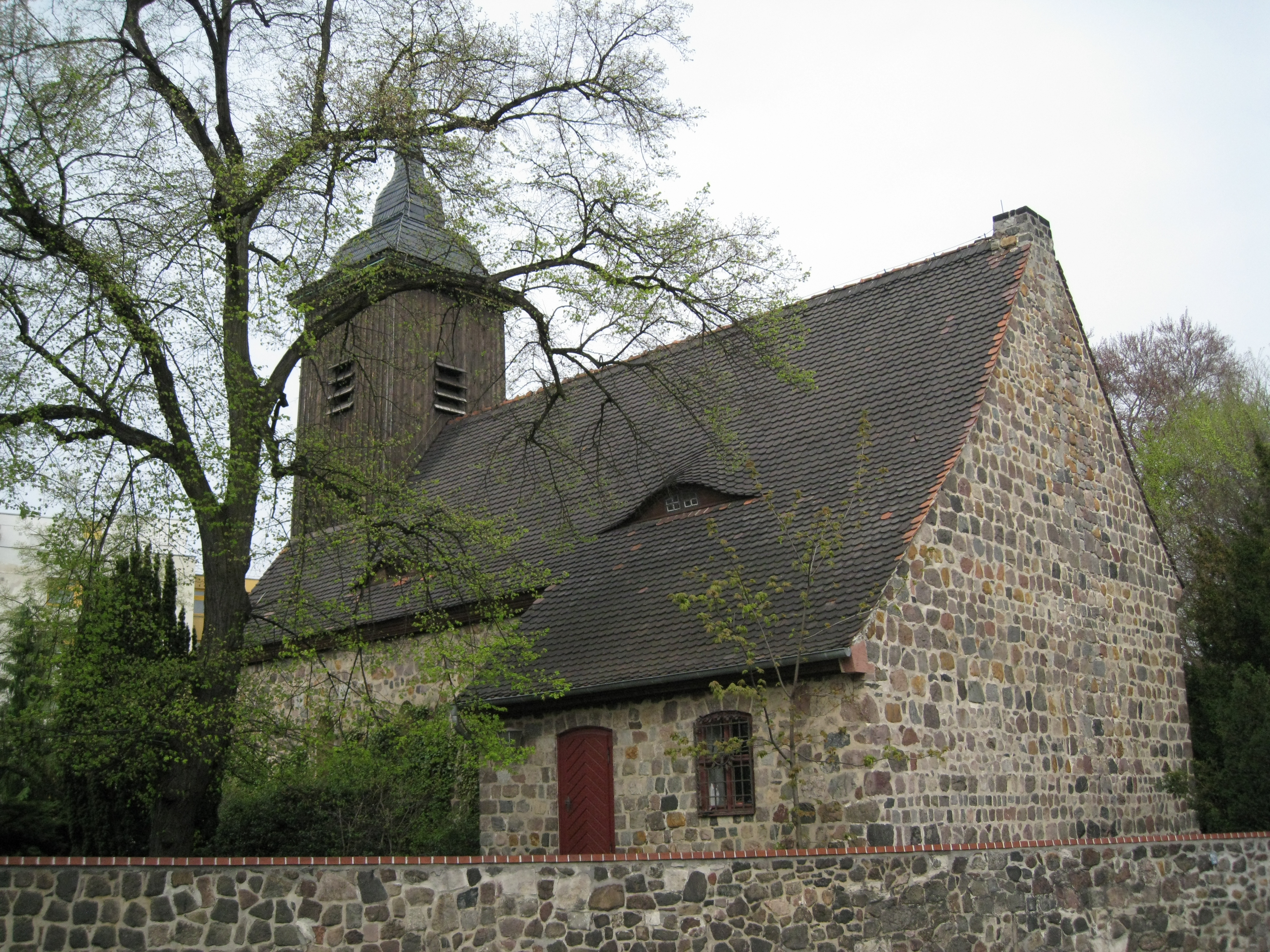
Dorfkirche Lichterfelde mit Sakristei

Die evangelische  Dorfkirche Lichterfelde im heutigen Berliner Ortsteil Lichterfelde ist eine der über 50 Dorfkirchen in Berlin. Die erste einfache Saalkirche, in der ersten Hälfte des 14. Jahrhunderts aus weniger sorgfältig bearbeiteten Feldsteinquadern errichtet, wurde im Dreißigjährigen Krieg schwer beschädigt. 1701 wurde die Kirche als Putzbau wiederhergestellt. Sie erhielt einen Fachwerk-Dachturm, der 1735 verändert wurde. In der folgenden Zeit wurde die Kirche mehrfach erneuert und vergrößert. Die Kirche steht unter Denkmalschutz.

## Baugeschichte des Äußeren

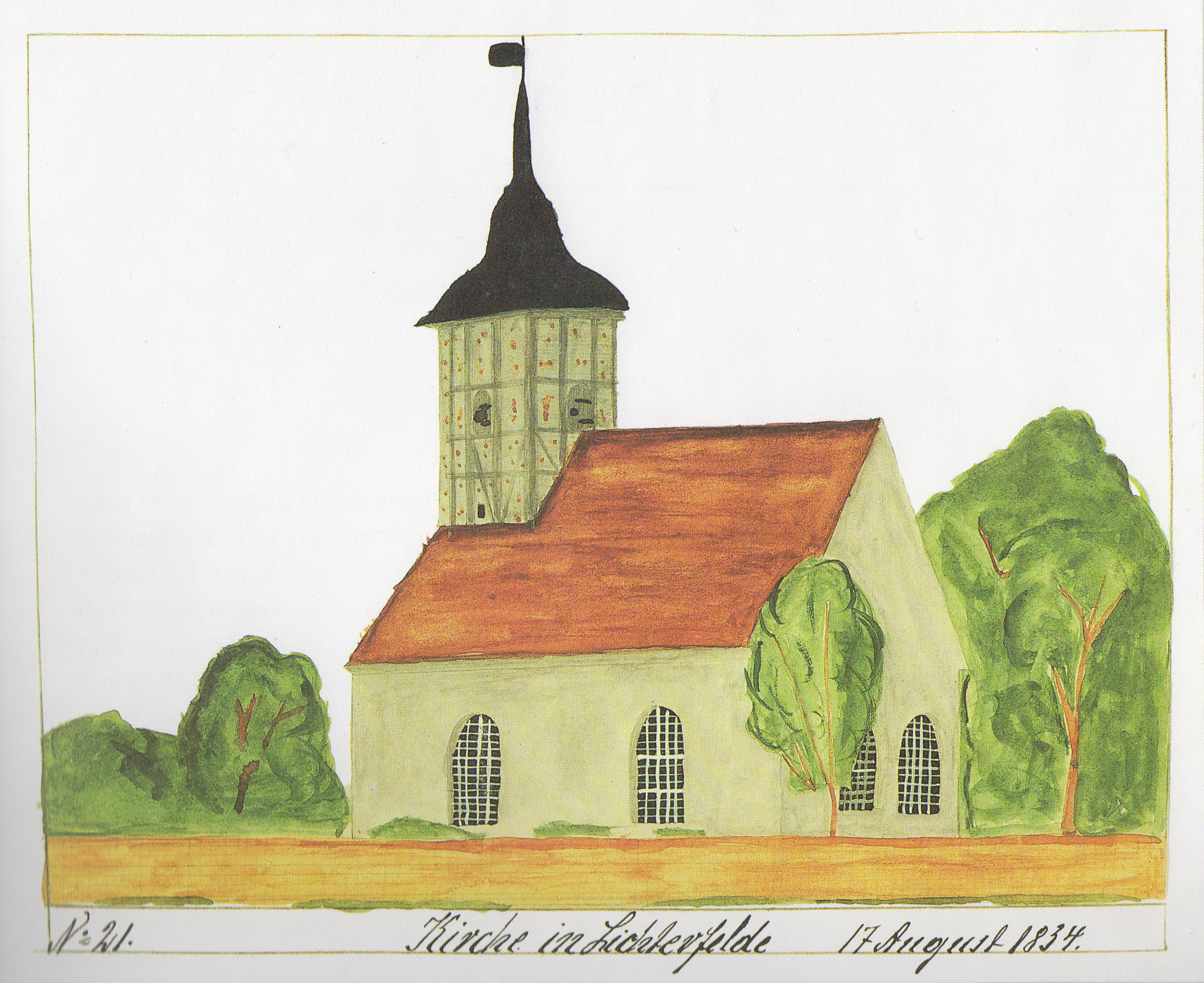
Dorfkirche Lichterfelde, 1834
(noch ohne Sakristei und die überformten rundbogigen Fenster)

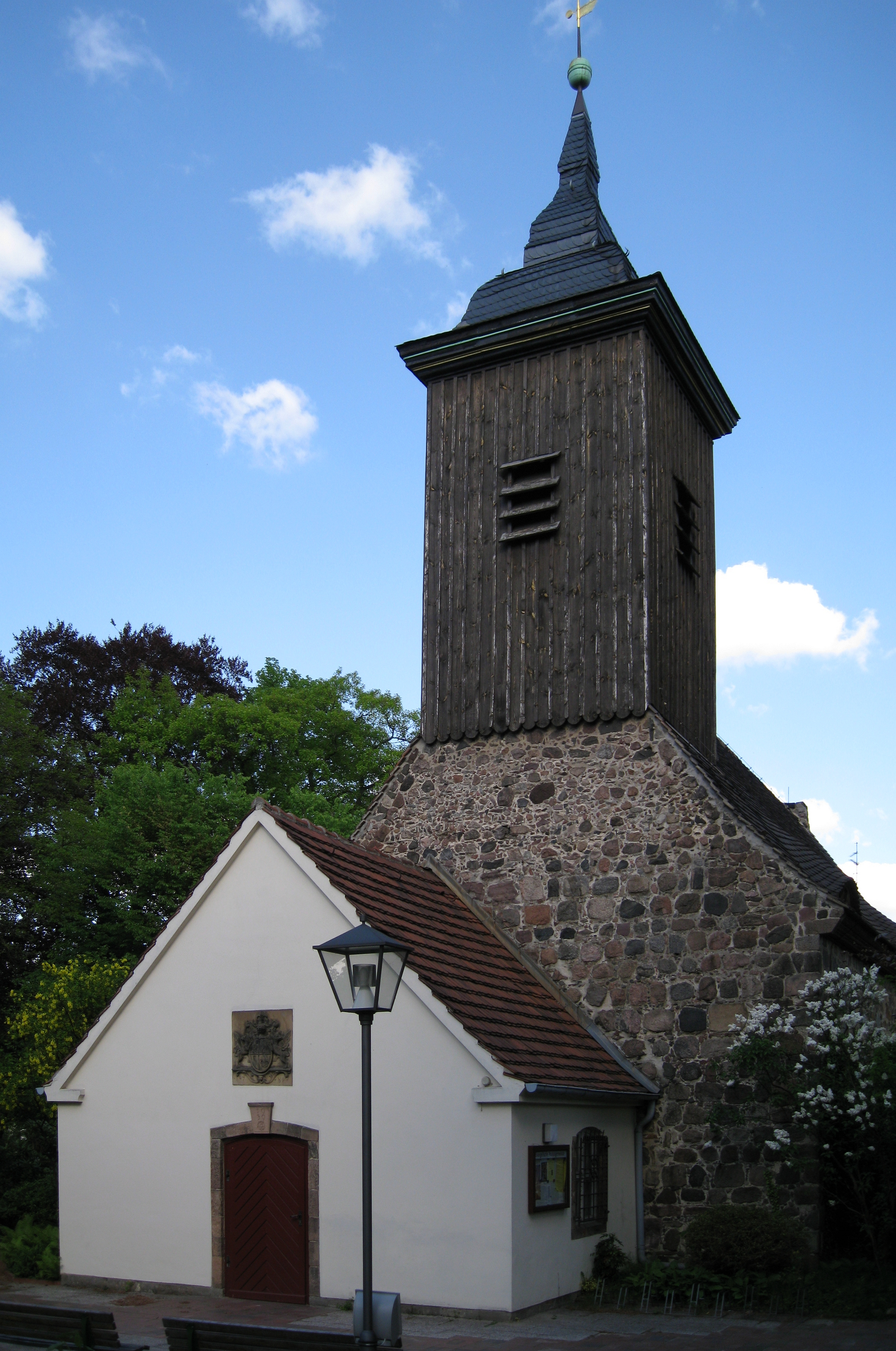
Portal der Dorfkirche Lichterfelde

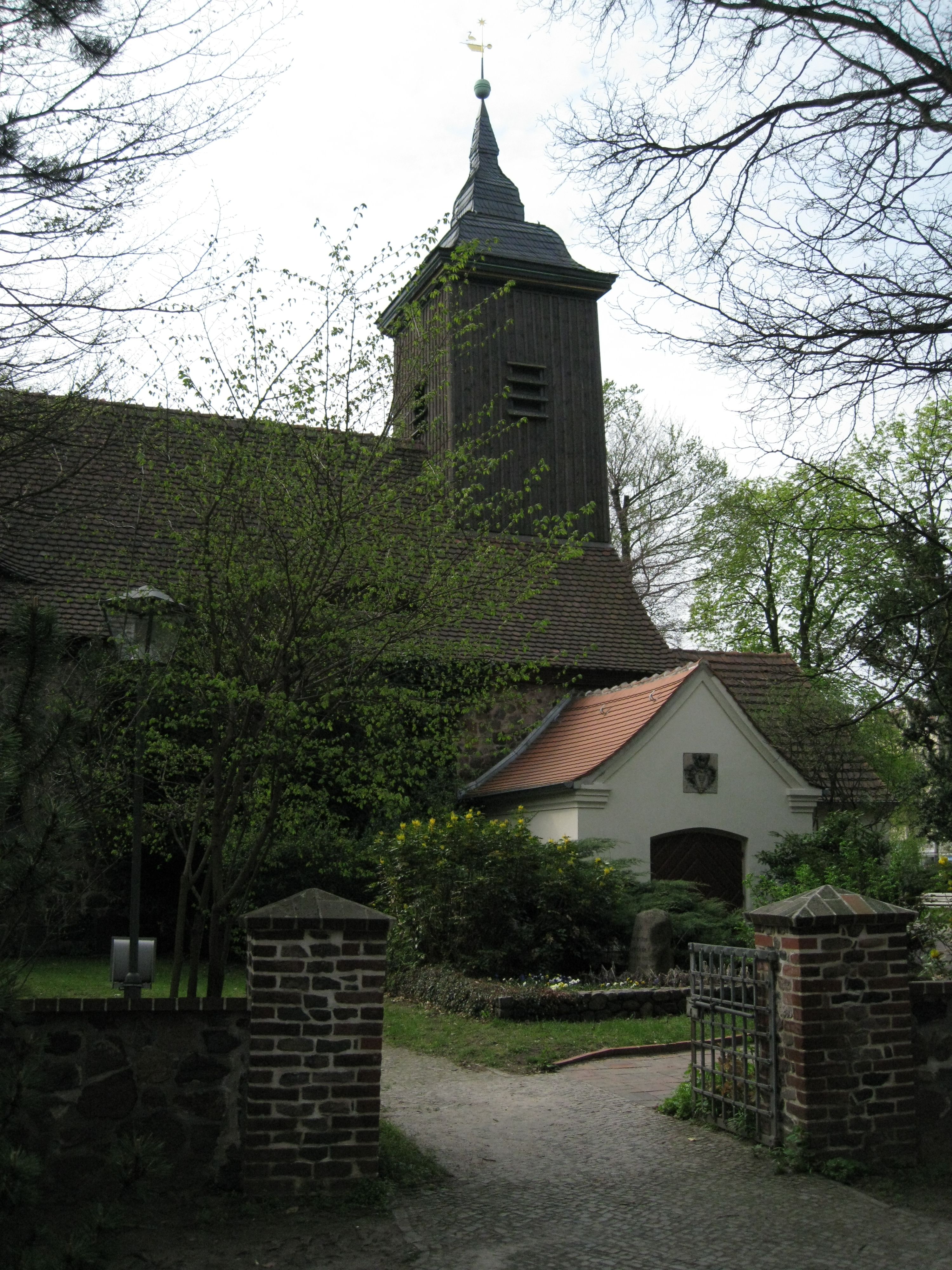
Gruft der Familie von Bülow

Das Dorf Lichtervelde wurde in der ersten Hälfte des 13. Jahrhunderts (wohl um 1230) wahrscheinlich von Nachkommen flämischer Siedler als Straßenangerdorf gegründet. Die erste Kirche auf dem Dorfanger wird eine Holzkirche gewesen sein, denn das weniger sorgfältig behauene Feldsteinmauerwerk der heutigen Dorfkirche ist typisch für das 14. Jahrhundert. Die mangelhafte Quaderung reichte dennoch aus, um die Steine in Schichten verlegen zu können. Über den hölzernen Vorgängerbau ist nichts bekannt.
Bei der steinernen Dorfkirche handelt es sich um eine Saalkirche, die durch spätere Anbauten (Grabkapellen, Vorhalle und Sakristei) ergänzt wurde.
Nach den Zerstörungen im Dreißigjährigen Krieg bis auf ihre Umfassungsmauern lag die Kirche bis 1701 ungenutzt. Dann ließ der Königlich Preußische Generalkriegskommissar Daniel Ludolf von Danckelman, nunmehr Patron der Kirche, diese wiederherstellen, und zwar mit einer barocken Putzhaut, einerseits um mit der Zeit zu gehen, vermutlich aber auch mit der Nebenabsicht, die unansehnlichen reparierten Stellen zu überdecken. Die Kirche erhielt anstelle der bisherigen Spitzbogenfenster nunmehr größere Fenster mit Segmentbogenschluss, denn nach der Reformation benötigte man mehr Licht für das Lesen der neu eingeführten Gesangsbücher. Nachdem die Fenster vorübergehend spitze Bögen zurückerhalten hatten, wurden sie im Jahr 1939 – anlässlich der Restaurierung, der die Kirche im Wesentlichen ihr heutiges Aussehen verdankt – mit den heutigen Rundbögen versehen, obwohl die Kirche erst im 14. Jahrhundert entstanden ist. Sie sollte als ehemalige Wehrkirche gekennzeichnet werden, deren angebliche Tradition ausschließlich in der Romanik gesucht wurde, was aber eine problematische heimatkundliche Vorstellung ist.
Der Anbau vor der Nordwand der Kirche wurde 1776 errichtet; er trägt über dem Portal das Wappen der Familie von Bülow. Dieses kleine Mausoleum wurde zwar mehrfach restauriert, blieb bis heute aber unverändert. Ein Vorbau, der weniger als die Hälfte des Westgiebels der Kirche überdeckte, wurde 1789 von Nicolaus von Beguelin, dem Erzieher Friedrich Wilhelms II., als Grabkapelle errichtet. Die Sakristei im Südosten wurde erst 1939 angefügt.
Als die Kirche mehr Platz für die gegen Ende des 19. Jahrhunderts gewachsene Anzahl der Gemeindemitglieder brauchte, wurde 1895 der alte Ostgiebel der Dorfkirche hinter dem Altar abgebrochen und um einige Meter nach Osten versetzt. Diese Erweiterung nach Osten fasste man 1939 bei einer Restaurierung mit dem Schiff zusammen und brachte auch den erweiterten Sakristeianbau unter ein gemeinsames Dach. Eine neue Balkendecke wurde im Kirchenschiff eingezogen. Der barocke westliche Anbau, ursprünglich Gruft der Familie von Béguelin, wurde nach Süden erweitert und zur Vorhalle umgebaut, die Särge kamen in den Boden darunter. Das alte Spitzbogenportal in der Westwand, die wahrscheinlich einzige authentische Einzelheit aus der Erbauungszeit der Kirche, liegt seitdem von außen nicht sichtbar zwischen der Vorhalle und der Kirche.

## Dachturm
Vermutlich hat die Kirche im Mittelalter noch keinen Turm gehabt, jedenfalls keinen aus Stein. Für einen hölzernen Dachturm schon im Mittelalter gibt es keinen Beleg. Der Patron der Kirche und des Dorfes, der Königlich Preußische Generalkriegskommissar Daniel Ludolf von Danckelman, der den Wiederaufbau 1701 finanzierte, sorgte für den ersten nachweisbaren Turm aus Fachwerk, der dem Baukörper „aufgesattelt“ ist, also keine eigenen Grundmauern hat: ein Dachturm. Im Turm befinden sich zwei Glocken; die alte Glocke von 1590 wurde 1963 ersetzt.
| Gießer                  | Gießjahr | Schlagton | Gewicht (kg) | Durchmesser (cm) | Höhe (cm) | Krone (cm) | Inschrift                                            |
| ----------------------- | -------- | --------- | ------------ | ---------------- | --------- | ---------- | ---------------------------------------------------- |
| unbekannt               | 1491     | b′        | 400          | 87               | 77        | 13         | HOC VAS DULCE SONAT ET VOS SUPER AETHERA PONAT.      |
| Petit & Gebr. Edelbrock | 1963     | g′        | 670          | 103              | 86        | 18         | ANNO 1590 / NOMEN DOMINI BENEDICTUM SIT / ANNO 1963. |

Dieser Fachwerkaufsatz schien dem folgenden Patron nicht zu gefallen. Er ließ ihn 1734 abbrechen und im alten Umriss neu aufbauen und mit geschweifter Haube bekrönen. Das Fachwerk und die äußere Form dieses Turmes sind bis heute erhalten. Auch ließ er erstmals eine Turmuhr einbauen, die allerdings schon 1747 durch den nachfolgenden Patron gegen eine neue, bessere ausgetauscht wurde. Den Turm zieren Knauf, Windfahne und Stern. Ein Kranich, das Danckelmannsche Wappentier, ist in der Windfahne dargestellt, diese Teile stammen noch von dem 1701 erbauten ersten Turm des Patrons Danckelmann. Im Jahr 2000 wurde der Kirchturm saniert.

## Innengestaltung

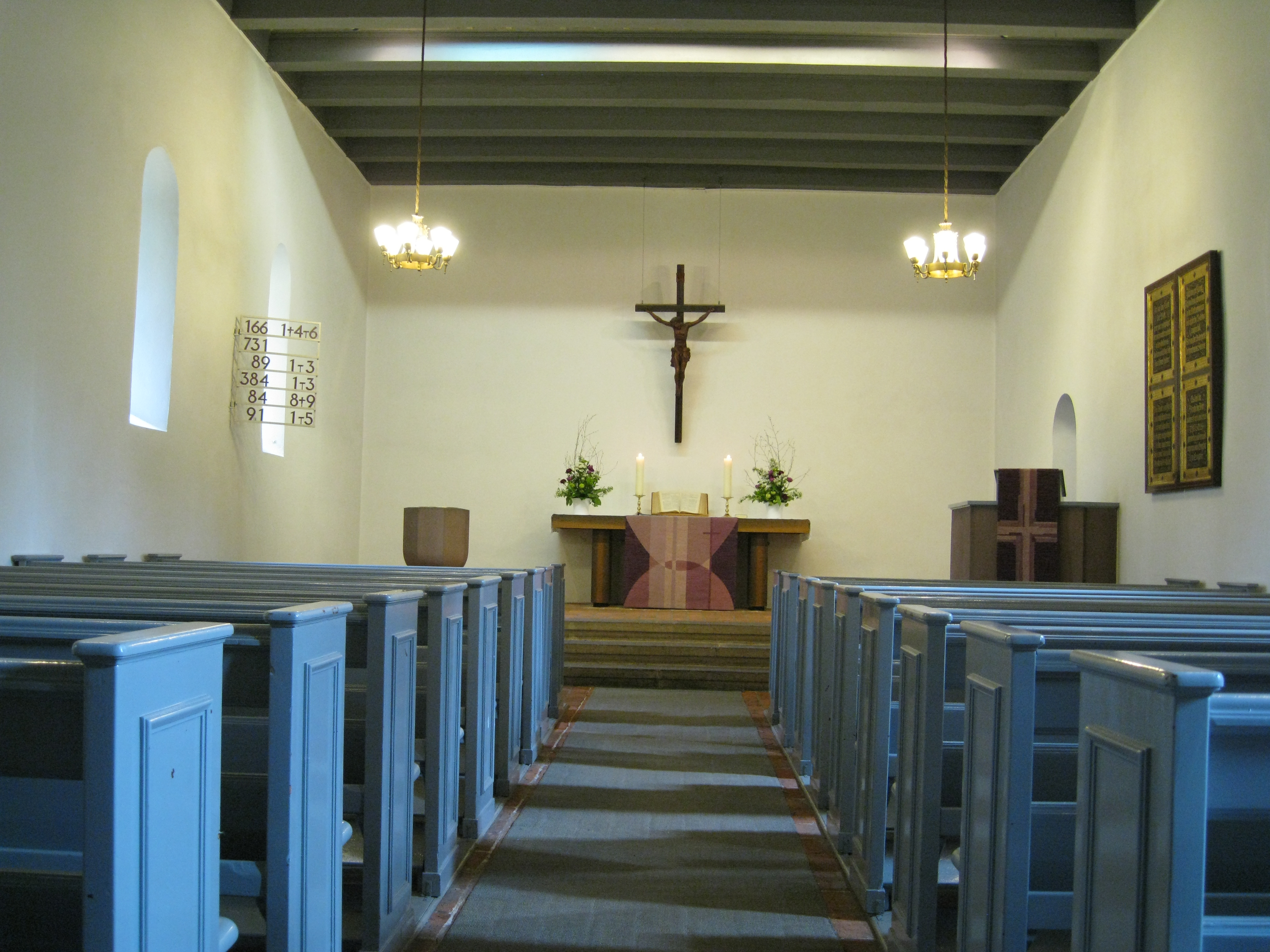
Altar der Dorfkirche Lichterfelde

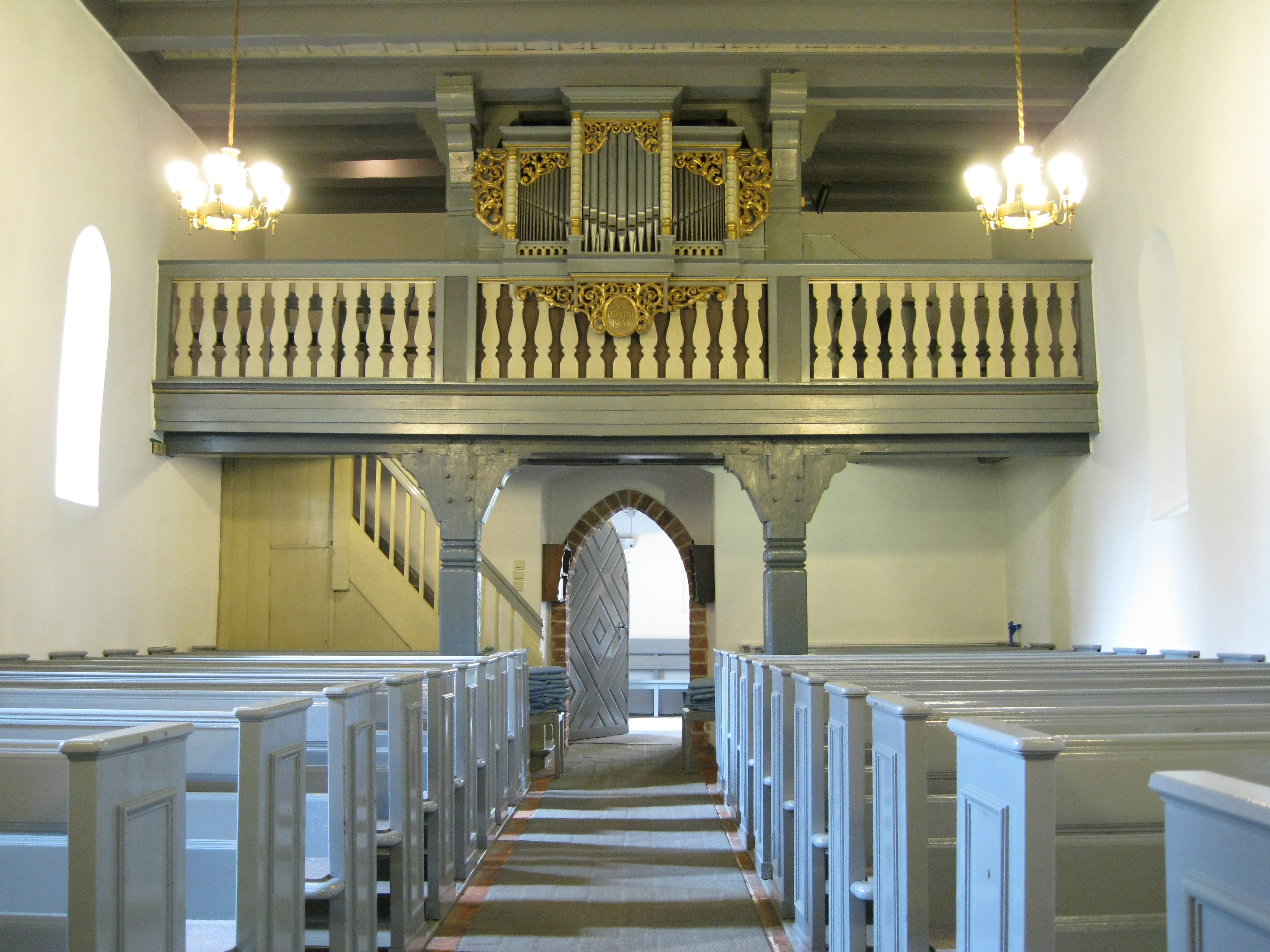
Orgelempore der Dorfkirche Lichterfelde mit 2 Innenstützen für den Dachturm

Das Innere der Kirche wurde in den Jahren 1725/1726 vom damaligen Patron, dem Preußischen Kriegskommissar Heinrich Cunow, ausgestattet. Er stiftete einen Kanzelaltar, das heißt, die Kanzel befand sich über dem Altartisch. Außerdem sorgte er auch für eine Taufe und silbernes Abendmahlsgerät. Kanzel und der dazugehörende Altar wurden erst bei der Erneuerung zu Anfang des Zweiten Weltkriegs entfernt. Das Berliner Konsistorium überwies 1941 einen Altar aus der Kirche, die im Truppenübungsplatz Döberitz lag, an die Lichterfelder Dorfkirche. Drei hochmittelalterliche Schnitzfiguren gingen verloren. Die Taufe von 1726 ging ebenfalls verloren. Auf einem neuen Ständer ruht heute eine Taufschale aus der Zeit des Historismus. Die erste Orgel wurde 1817 eingebaut. Die heutige Orgel wurde 1941 auf der etwa gleichzeitig neu erbauten Empore vor der Westwand von der Firma Alexander Schuke Potsdam Orgelbau eingebaut. Ihr Prospekt könnte aus dem frühen 18. Jahrhundert stammen, ist jedoch eine Nachempfindung eines barocken Orgelgehäuses, wie die Jahreszahl „1941“ in der großen Kartusche unter dem Prospektpfeifenwerk inmitten reichen Schnitzwerks zeigt. 1960 fand die letzte Renovierung des Innenraums statt, die 1939 farbig bemalten Deckenbalken wurden dabei grau überstrichen. 1993 wurde der Altarbereich neu gestaltet.

## Paulus-Friedhof

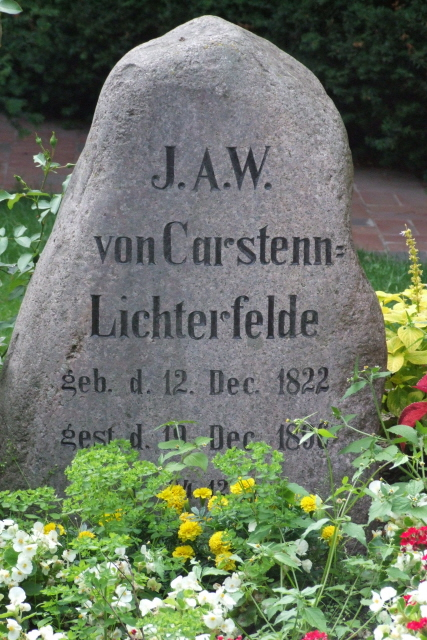
Das Ehrengrab J.A.W. von Carstenn

Auf dem Vor- und Hinterhof der Kirche liegen zahlreiche Gräber, davon 39 von Opfern von Krieg und Gewaltherrschaft. Hier befindet sich auch das Grab des Gründers der Villenkolonie Lichterfelde, Johann Anton Wilhelm von Carstenn. Heute finden noch Beisetzungen von Mitgliedern der Paulusgemeinde statt.
Nach dem Zweiten Weltkrieg wurde ein Gedenkkreuz zum Andenken an verschollene Gemeindeglieder aufgestellt. Die Inschrift auf der Vorderseite lautet „Vor Gott. 1945.“ und auf der Rückseite „Wer weiß wo?“

## Sonstiges
In der Dorfkirche wurde 2002 der Spielfilm Shots gedreht, der das Lebensgefühl im Berlin der Jahrtausendwende porträtiert.